# Stefan Minner

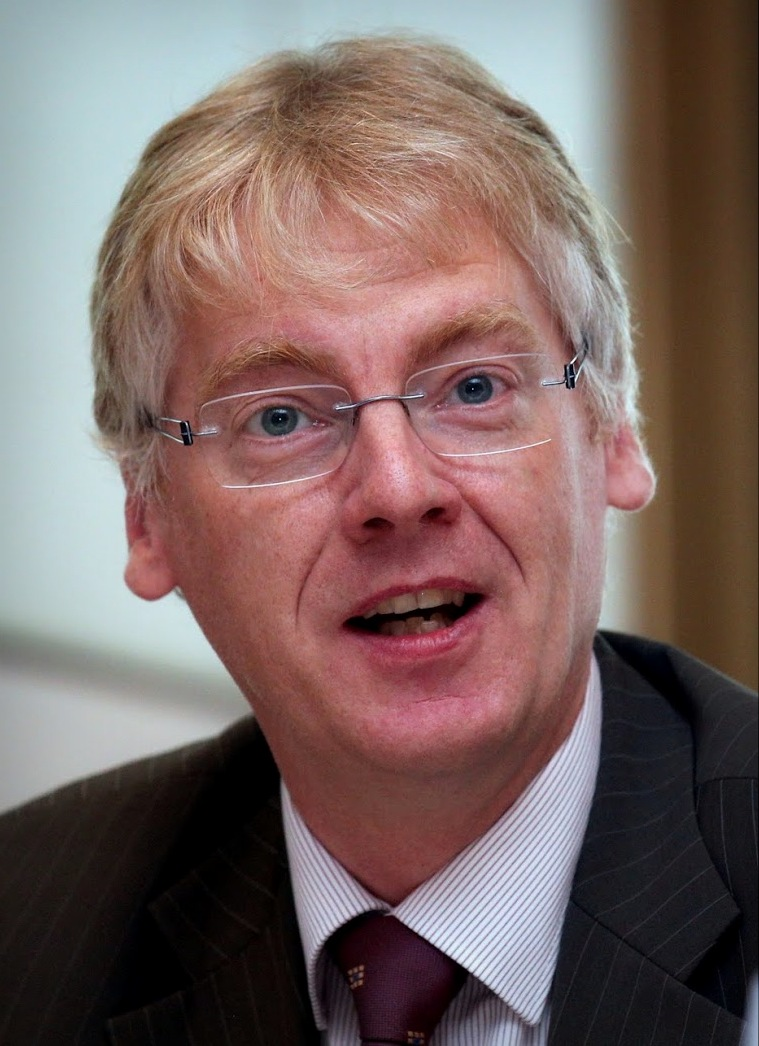
Stefan Minner

Stefan Minner (* 18. Januar 1969 in Bielefeld) ist ein deutscher Logistikwissenschaftler. Er ist Universitätsprofessor für „Logistics and Supply Chain Management“ an der Technischen Universität München.

## Leben
Minner studierte an der Universität Bielefeld und promovierte 1999 an der Universität Magdeburg, wo er sich 2003 habilitierte. Von 2004 bis 2008 war er Ordinarius für Allgemeine Betriebswirtschaftslehre und Logistik an der Fakultät für Betriebswirtschaftslehre der Universität Mannheim. 2008 wechselte er als Universitätsprofessor für Betriebswirtschaftslehre/Logistik und Supply Chain Management an die Fakultät für Wirtschaftswissenschaften der Universität Wien. Seit dem Sommersemester 2012 hat er den neuen Lehrstuhl für Betriebswirtschaftslehre – Logistik und Supply Chain Management der Fakultät für Wirtschaftswissenschaften an der Technischen Universität München inne. Er ist Sprecher des DFG-Graduiertenkollegs Advanced Optimization in a Networked Economy an der TUM.
Minner ist Fellow der International Society for Inventory Research (2016) und Mitglied des Forschungsbeirats der European Logistics Association. Er ist stellvertretender Vorsitzender des wissenschaftlichen Beirats der Bundesvereinigung Logistik und hat einen Sitz im Beirat des ZBW – Leibniz-Informationszentrum Wirtschaft.
Er hat in zahlreichen Fachzeitschriften publiziert, darunter Management Science, Manufacturing & Service Operations Management, Operations Research, Production and Operations Management, sowie als Mitglied der Redaktionsleitung des European Journal of Operational Research, des International Journal of Production Research, des Review of Managerial Science und von Service Science des INFORMS. Er war Chefredakteur von OR Spectrum, von Logistics Research und ist seit 2018 Editor-in-Chief des International Journal of Production Economics.
Beim Handelsblatt Betriebswirte-Ranking, das die Publikationsleistung in Deutschland, Österreich und der deutschsprachigen Schweiz bewertet, erreichte Minner 2014 Platz 11.